# Michael Montague, Nam tước Montague xứ Oxford
Michael Jacob Montague, Nam tước Montague xứ Oxford, CBE (10 tháng 3 năm 1932 – 5 tháng 11 năm 1999) là một doanh nhân và chính khách người Anh.

## Tiểu sử
Michael Jacob Montague, sinh ngày 10 tháng 3 năm 1932, con trai của David và Eleanor Montague. Ông theo học Trường Royal Grammar, High Wycombe và Magdalen College School, Oxford.
Một nhân viên bán hàng tài năng, Montague đã thành lập Gatehill Beco vào năm 1958 ở tuổi 26 với khoản đầu tư 100 bảng, bán dây điện và sau đó làm vòng sôi điện giá rẻ: "Tôi đã từng làm hàng hóa, bán chúng, giao chúng cho cửa sau, và sau đó  đi vòng ra phía trước để thu tiền." Sau khi nhận được một đơn đặt hàng lớn mà ông không thể tự hoàn thành, Montague đã tìm kiếm một công ty lớn, và cuối cùng bán hết cho Valor vào năm 1962, sau đó anh ta trở thành Giám đốc và sau đó là giám đốc điều hành.
Montague đã đa dạng hóa công ty thông qua cả đổi mới sản phẩm và mở rộng theo hướng xuất khẩu, đến thăm các thị trường kém phát triển của Châu Phi, Châu Á và Nhật Bản ít nhất một lần mỗi năm. Năm 1969, ông được bầu làm chủ tịch ủy ban châu Á của Hội đồng xuất khẩu quốc gia Anh, nơi ông phục vụ cho đến năm 1972, do đó ông được bổ nhiệm làm Tư lệnh của Đế chế Anh (CBE) trong Danh hiệu sinh nhật năm 1970.
Montague đã mở rộng Valor, khi vào năm 1987 Valor đã trả 263 triệu bảng Anh cho khóa Yale và NuTone. Vào tháng 8 năm 1989, Ingersoll Rand đã bán 2,2% cổ phần của mình trong Yale & Valor cho Williams Holdings, do đó đã nắm giữ cổ phần của mình lên 5,8%. Vào tháng 1 năm 1991, Williams Holdings đã trả 330 triệu bảng cho Yale & Valor và Montague rời công ty. Thương hiệu Valor hiện thuộc sở hữu của Glen Dimplex, và Công ty Khóa Yale hiện là công ty con của Assa Abloy.